# غيلبرت كاليش
غيلبرت كاليش (بالإنجليزية: Gilbert Kalish)‏ هو عازف بيانو أمريكي، ولد في 2 يوليو 1935 في نيويورك في الولايات المتحدة.

## وصلات خارجية
- غيلبرت كاليش على موقع ميوزك برينز (الإنجليزية)
- غيلبرت كاليش على موقع أول ميوزيك (الإنجليزية)
- غيلبرت كاليش على موقع ديسكوغز (الإنجليزية)